# جاك ستوك
جاك ستوك (بالإنجليزية: Jack Stock)‏ هو لاعب كرة قدم أسترالية أسترالي، ولد في 7 نوفمبر 1923، وتوفي في 16 يوليو 2013.

## وصلات خارجية
- جاك ستوك على موقع AustralianFootball.com (الإنجليزية)
- جاك ستوك على موقع AFLtables.com (الإنجليزية)